# Trebuxiofícies
Les trebuxiofícies (Trebouxiophyceae) són una a classe d'algues verdes (divisió Chlorophyta). Són algues d'unicel·lulars a macroscòpiques.
La majoria de les espècies viuen en aigua dolça o a terra, però també hi ha espècies marines. Algunes com les del gènere Trebouxia formen part de líquens. Chlorella és el gènere més conegut d'aquesta classe que de vegades es fa servir en alimentació humana. Algunes espècies heterotròtrofes incolores com Prototheca i Helicosporidium són paràsits d'humans i animals domèstics.